# Saint-Remy, Vosges
Saint-Remy là một xã thuộc tỉnh Vosges trong vùng Grand Est miền đông bắc nước Pháp.